# Yabus
La rivière Yabus (ou Khor Yabus) prend sa source à l'extrême ouest de l'Éthiopie, dans la zone d'Asosa, et coule vers l'ouest jusqu'au Soudan au-delà du ville de Yabus, puis entre au Soudan du Sud. Dans la ville de Bunj, il tourne vers le sud-ouest et entre dans les Marais de Machar, où il perd son identité.
La rivière est parfois confondue avec la Rivière Dabus, un affluent du Nil Bleu, également connue sous le nom de rivière Yabus. Les sources des deux rivières sont proches l'une de l'autre.